# San Salvador Fútbol Club
Maillots
Le San Salvador Fútbol Club était un club de football salvadorien basé à San Salvador, fondé en 2002, et dissous en 2008.

## Palmarès
- Championnat du Salvador (2)
  - Champion : 2003 2024 (C)